# ジン・リッキー
ジン・リッキー（英語: Gin Rickey）は、ジン、ソーダ水とライムの実を使用したカクテル。
酒にソーダ水とライムで作るカクテルをリッキースタイル（リッキー）と呼ぶ。

## 由来と誕生
元々は、ライウイスキー、もしくはバーボンウイスキーを使ったカクテルであった。
ジョゼフ・カイル・リッキー（1842年-1903年）は、民主党のロビイストとして強い影響力を持っており、ワシントンD.C.では「カーネル・ジョー・リッキー」として知られる顔役的存在であった。シューメーカーズ・サルーンはアメリカ合衆国議会議事堂を含むキャピトル・ヒルの一角にあり、政治工作員たちのたまり場であった。
1883年7月のある朝、明け方まで羽目を外していたジョー・リッキーが6人のスタッフを連れてシューメーカーズ・サルーンへ迎え酒をしようとやってきた。カウンターにライムの果実があるのを見つけたジョー・リッキーはバーテンダーのジョージ・ウィリアムソンに次のように依頼した。
まずグラスに、半分にカットしたライムを搾り入れる。ライムの外皮の滴が混じり込まないよう、優しく搾り、果汁のみを入れること。小さな氷の塊をひとつグラスに入れ、次にウイスキー、最後にライム果汁とウイスキーがよく混ざるようにソーダ水を注ぎ入れる。
このカクテルはスタッフに大好評となり、考案者である「ジョー・リッキー」の名前がつけられた。なお、ここで使用されたウイスキーがライウイスキーであったのかバーボンウイスキーであったのかは、どちらも文献があり、定かではない。
やがて、いろいろな蒸留酒を用いた「リッキー」が作られるようになった。1894年の民主党党大会終了時の饗宴の様子を報じたワシントン・ポスト紙では、饗宴でウイスキー、ジン、ブランデーなど、この世に知られるありとあらゆる蒸留酒を使ったさまざまなレシピ、濃さのリッキーが振る舞われて人気を博したことが記されている。
1900年前後にはすでに「ジン・リッキー」がメジャーとなり定着していたようであり、ジョー・リッキー自身がニューヨークのホテルバーで「ジョー・リッキー」を注文しても通じずに苛立ったという逸話がある。

## レシピの例
材料
- ドライ・ジン - 45 ml
- ライム - 1/2個から1/4個
- 炭酸水 - 適量

作り方
1. タンブラーにライムを絞り入れる。
絞ったライムの実は、そのままタンブラーに入れる。
2. 氷、ジン、ソーダ水をタンブラーに入れ、軽くステアする。
3. マドラーを添える。

マドラーを添えるのは必須である。飲む際に、添えられたマドラーでライムの果肉をつぶすことにより、自分好みの味に調整できる。

## バリエーション
ジンを他の蒸留酒に替えることで、様々な「リッキー」がある。いずれも砂糖やシロップといった甘味料は加えない。ただし、アルコール由来の糖類の甘味を舌が感じることはある。
- ウォッカ - ウォッカ・リッキー[2][3]
- ホワイト・ラム - ラム・リッキー[2][3]
- テキーラ - テキーラ・リッキー[3]
- ウイスキー - ウイスキー・リッキー[3]
- ブランデー - ブランデー・リッキー[3]
- 梅酒 - 梅酒・リッキー[3]
- テキーラ - テキーラ・リッキー[3]